# Jardin de la Nouvelle-France
Le jardin de la Nouvelle-France, anciennement nommé jardin de la Vallée-Suisse, est un square du 8e arrondissement de Paris, 

## Situation et accès
Cet espace vert est situé au croisement de l’avenue Franklin-D.-Roosevelt et du cours la Reine, sur la place du Canada. Il borde le Palais de la découverte.
Son aménagement est de style anglais, dans une recherche romantique d'imitation de la nature avec une cascade, un ruisseau où nagent des poissons, une passerelle, une rocaille et une mare,,.
Il est desservi par les lignes 1 et 13 à la station Champs-Élysées - Clemenceau.

## Origine du nom
Le site porte le nom de la Nouvelle-France, qui était une colonie et plus précisément une vice-royauté du royaume de France, située en Amérique du Nord et ayant existé de 1534 à 1763. Elle faisait partie du premier empire colonial français et sa capitale était Québec.

## Historique

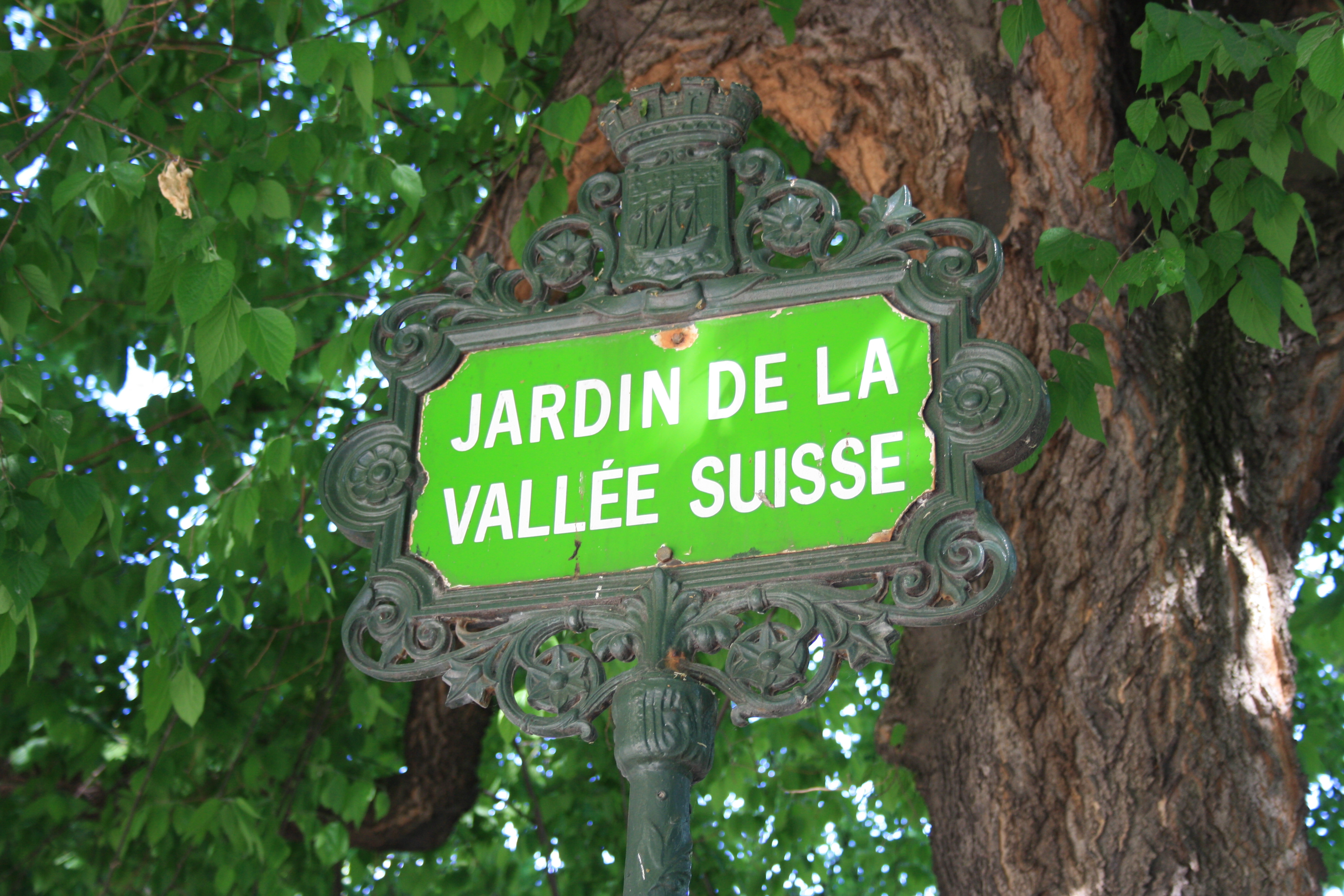
Ancien panneau.

Cet espace vert s’appelait à l'origine « jardin de la Vallée suisse », en souvenir du pavillon helvétique de l'Exposition universelle de 1900. Depuis son renommage, il ne reste qu'un souvenir « suisse » lié à cette exposition dans la toponymie parisienne, le Village suisse du 15e arrondissement.
Ce fut aux abords de ce jardin que, le 1er juin 1905, Alain-Fournier suivit, au sortir du Petit Palais, la blonde Yvonne de Quiévrecourt, modèle d’Yvonne de Galais, dans son célèbre roman Le Grand Meaulnes.
En 1910 est érigé dans le square un monument à la mémoire d'Alfred de Musset, Le Rêve du poète, dû au sculpteur Alphonse de Moncel (Alphonse Emmanuel de Moncel de Perrin). L'artiste y est représenté sous des ruines antiques. Des massifs de fleurs sont aménagés devant.

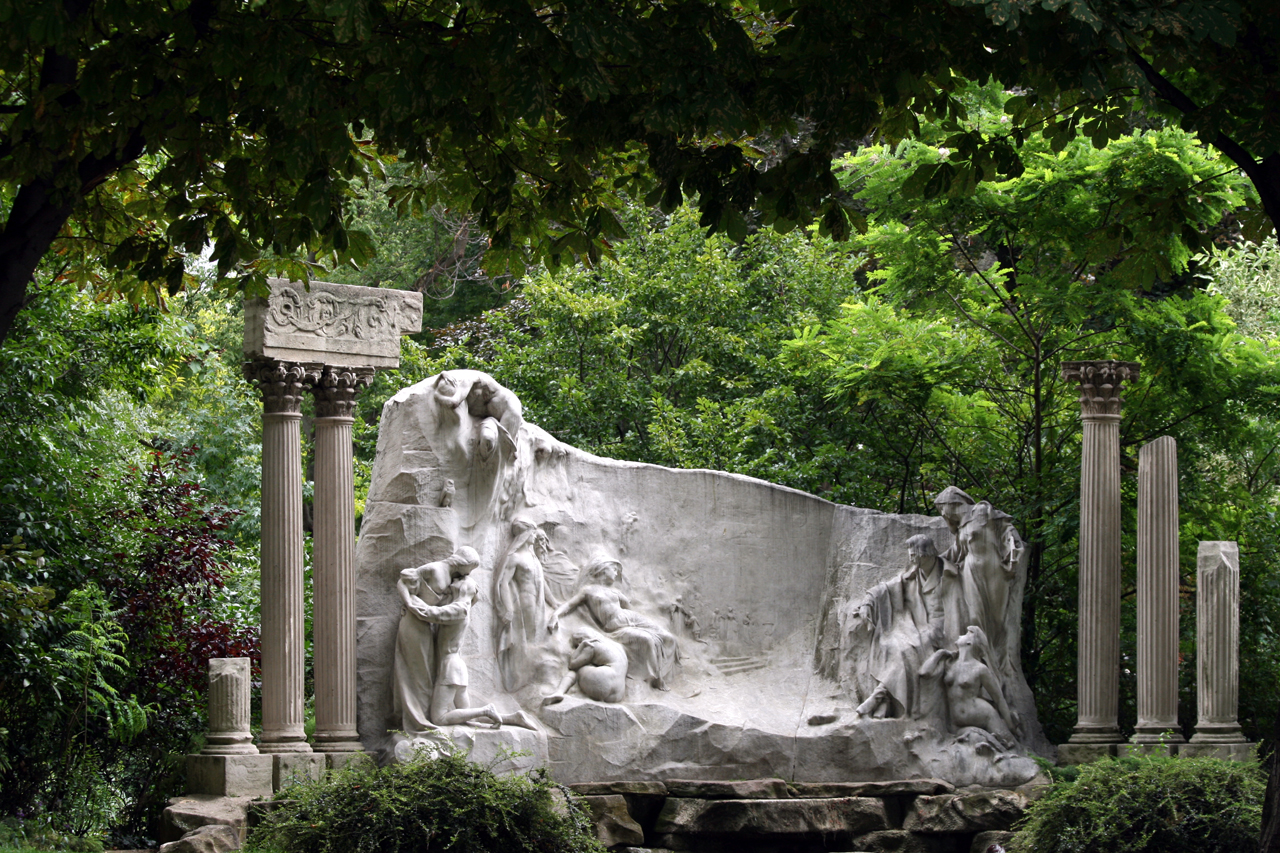
Le Rêve du poète.

Le jardin est renommé à la suite d'une décision du conseil du 8e arrondissement de Paris en date du 16 mars 2010. Ce choix est lié à une partie de sa statuaire et au nom de la place du Canada voisine. Au coin du jardin ont en effet été installés les bustes de Jacques Cartier et Samuel Champlain, découvreurs du Canada. En 1962, un érable à sucre du Canada (ses feuilles sont l'emblème du pays) est offert par le maire de Montréal Jean Drapeau à la ville de Paris ; l'arbre est planté dans le jardin et une plaque commémorative est installée devant.

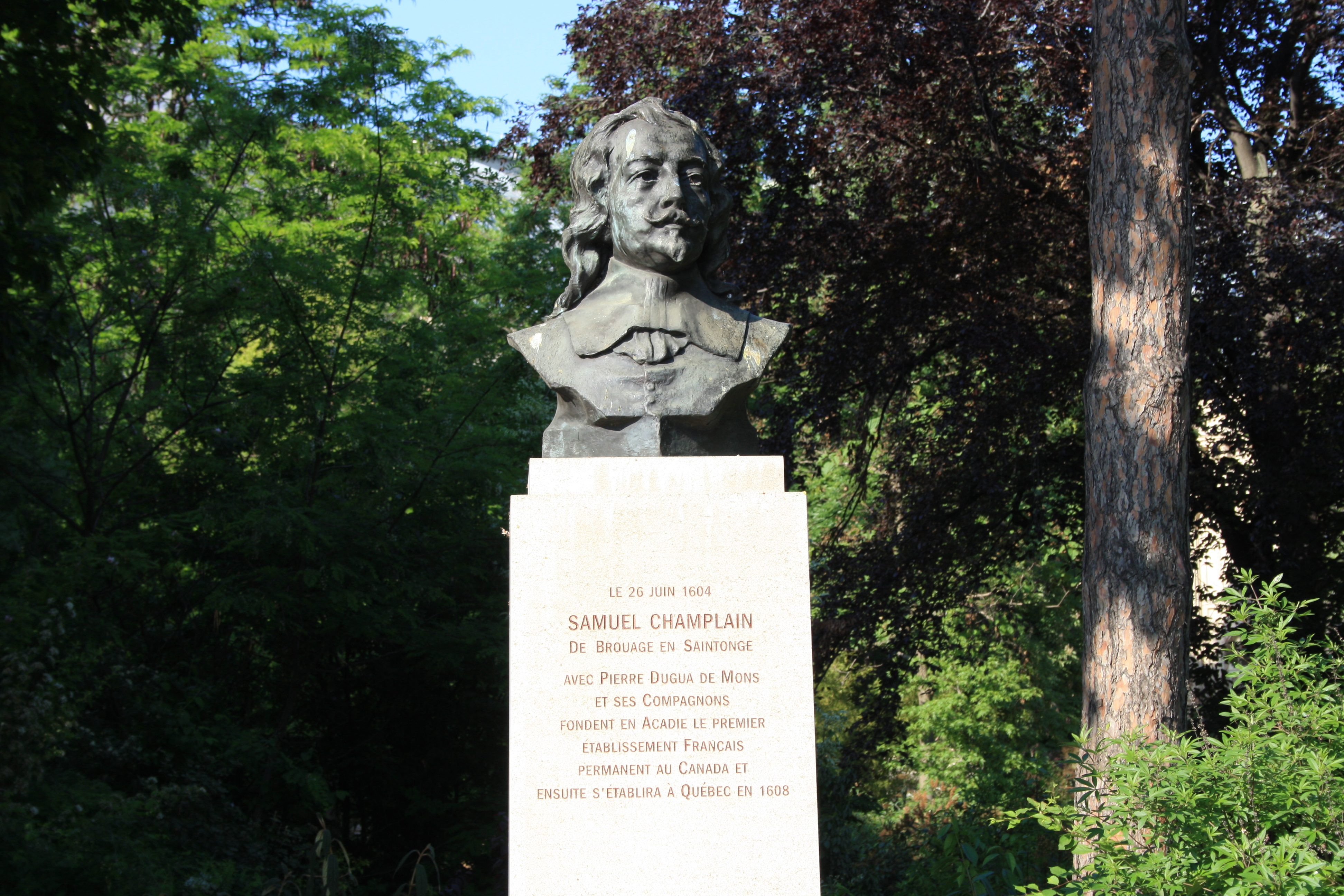
Buste de Samuel Champlain.
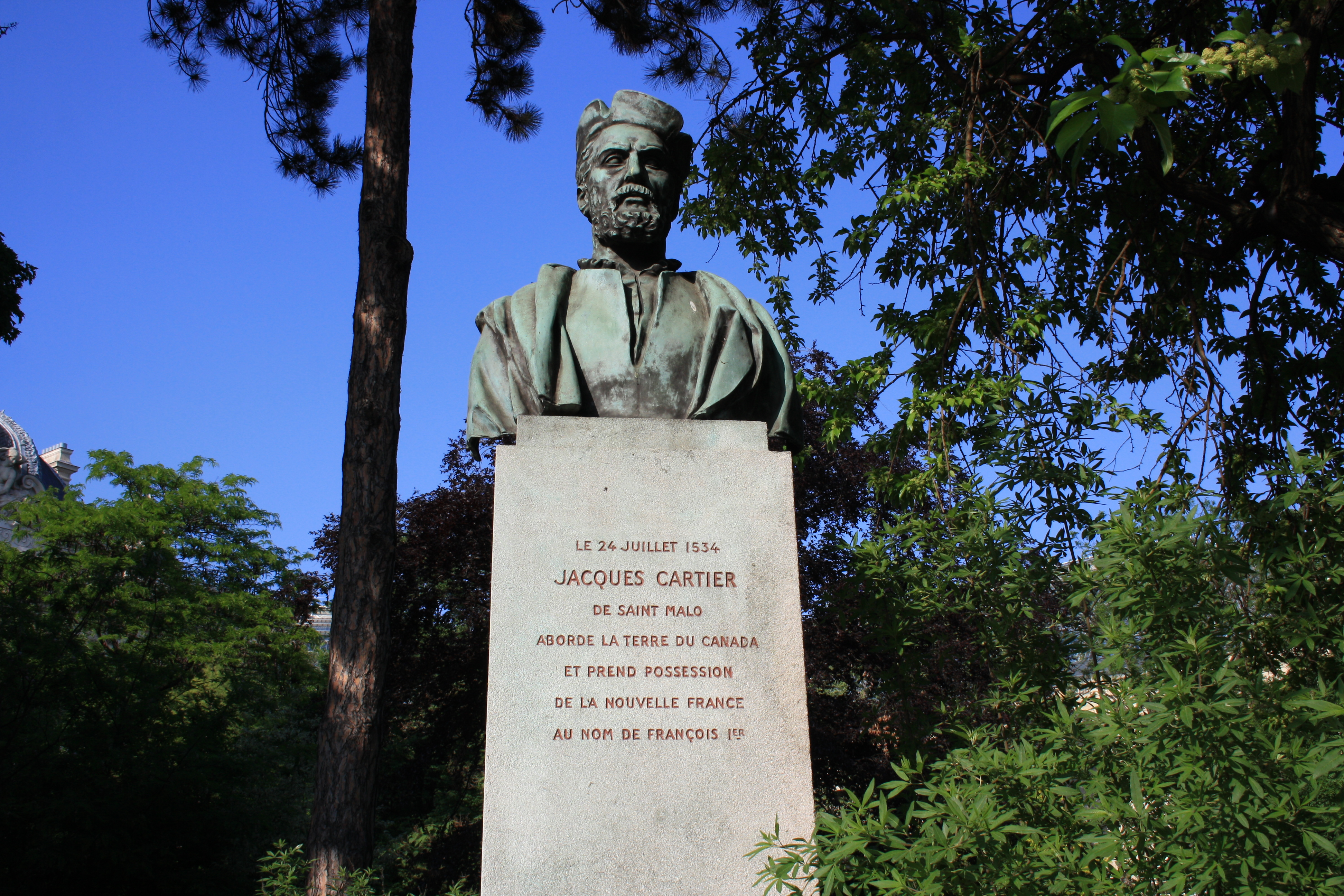
Buste de Jacques Cartier.
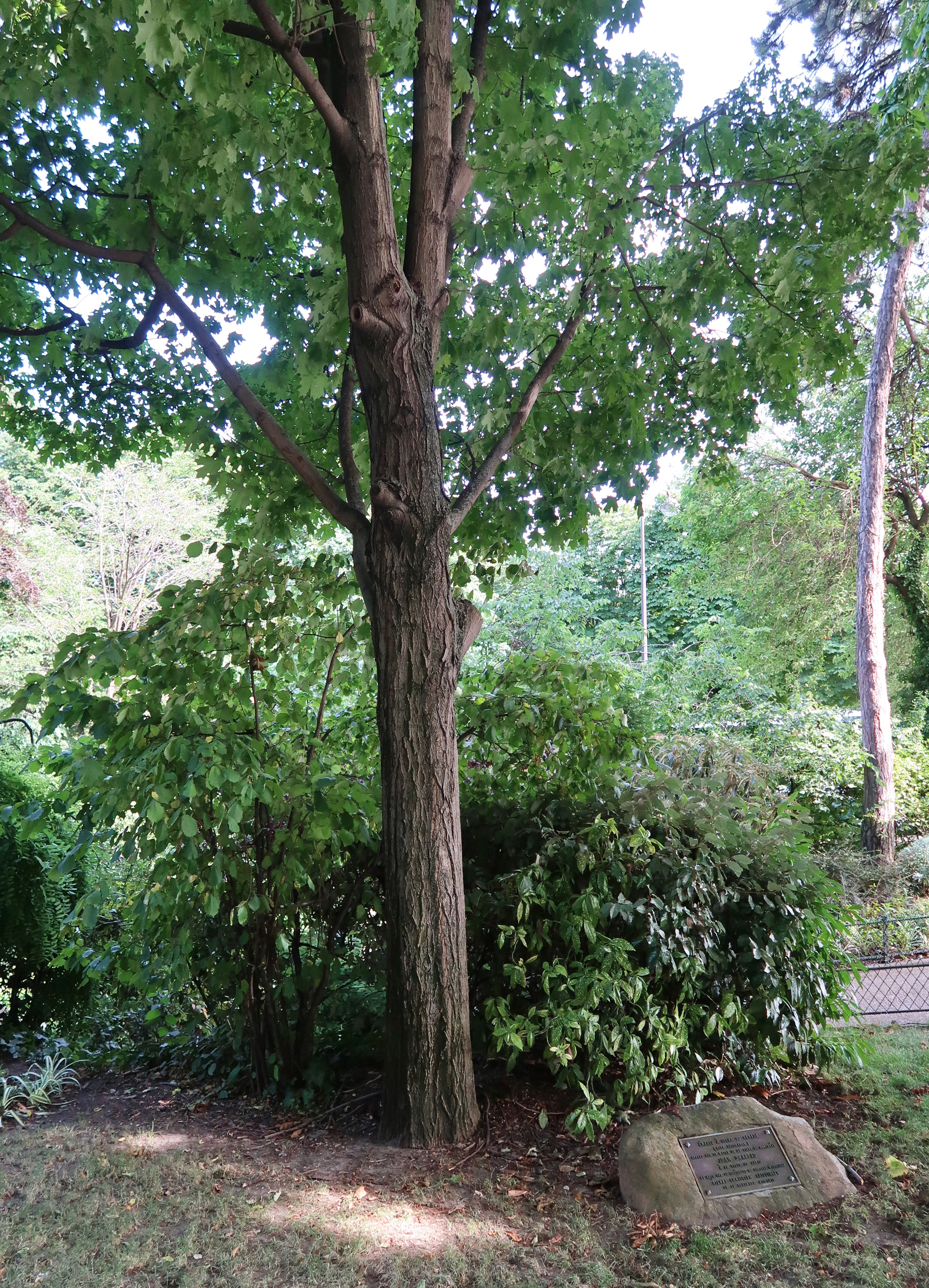
L'érable à sucre.
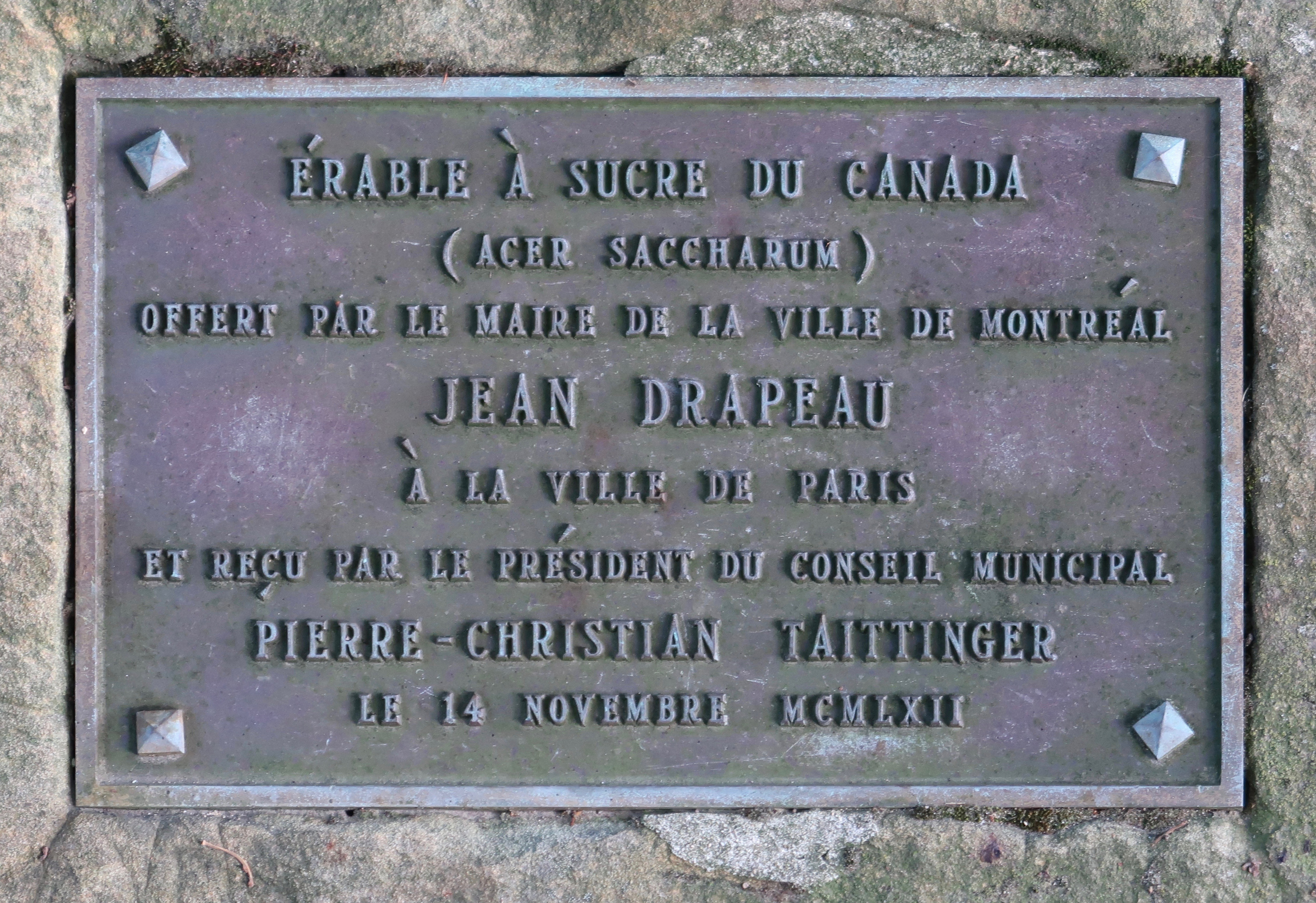
Plaque devant l'érable.

Le jardin abrite aussi un érable négundo, un févier d'Amérique et un  hêtre pleureur près du ruisseau, un oranger trifolié (fruits non comestibles), un micocoulier de Provence et un robinier.
Lors de l'édition 2020 de la Nuit blanche à Paris, le directeur du musée d'Art moderne de Paris Fabrice Hergott invite l'artiste française Mélanie Delattre-Vogt à faire une installation vidéo et sonore dans le jardin de la Nouvelle-France. Cette installation spécifique qu'elle intitule Locus amoenus est notamment réalisée à partir d'une série de dessins inspirée par la végétation luxuriante du jardin et par les textes de Lucrèce, de Claude Élien ainsi que par les lettres de Denis Diderot à Sophie Volland.
Le jardin est une zone Wi-Fi.

Vues du jardin
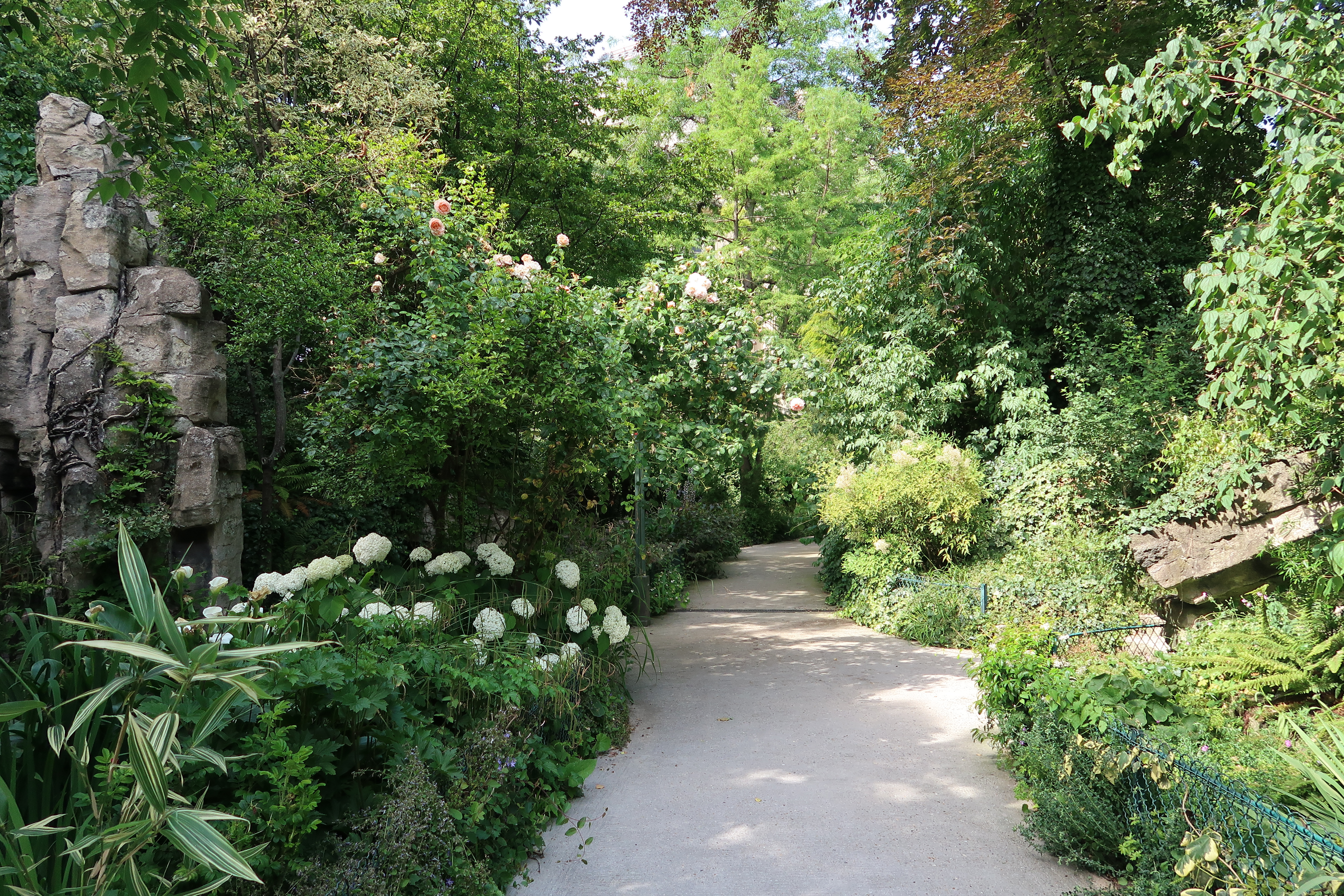
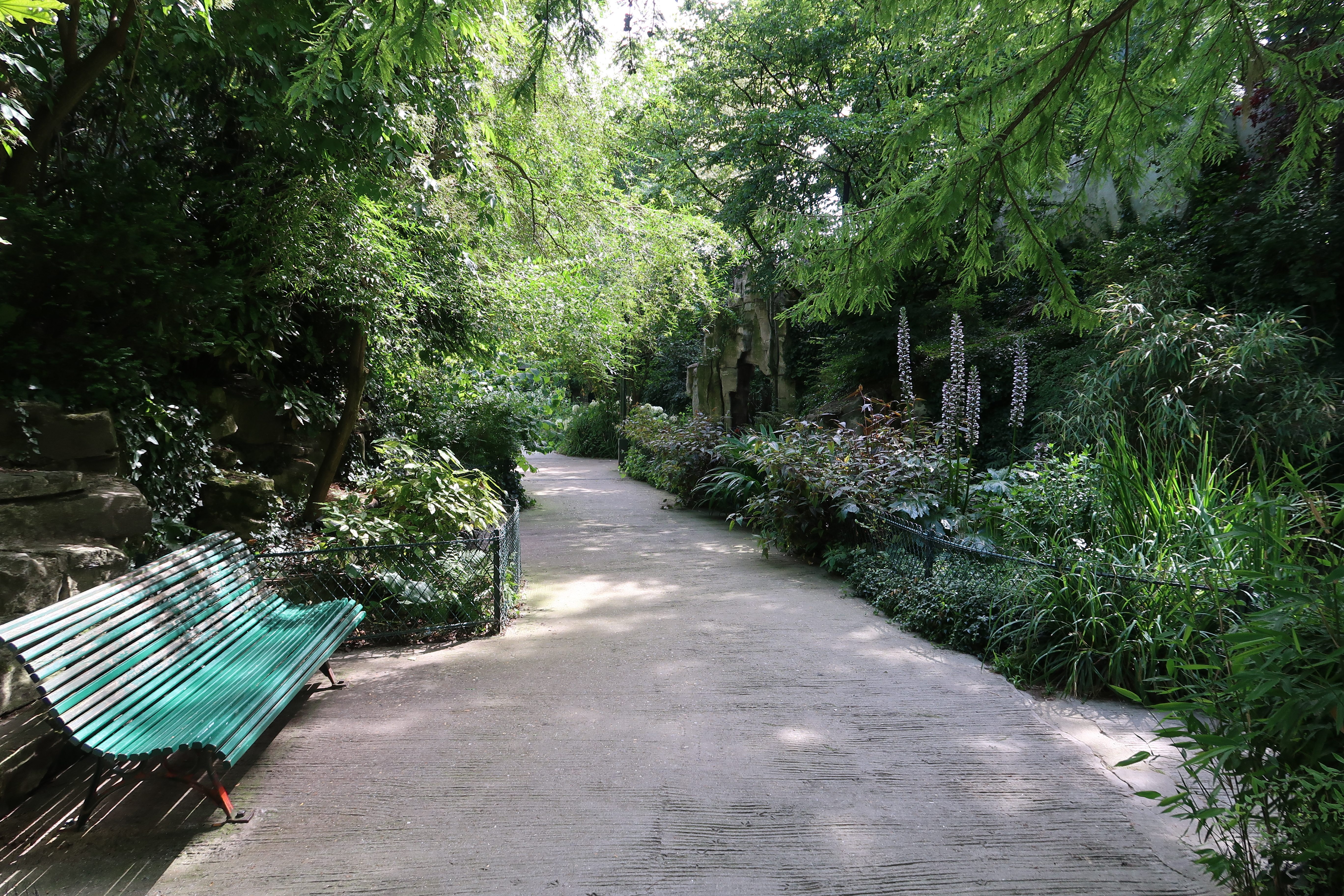
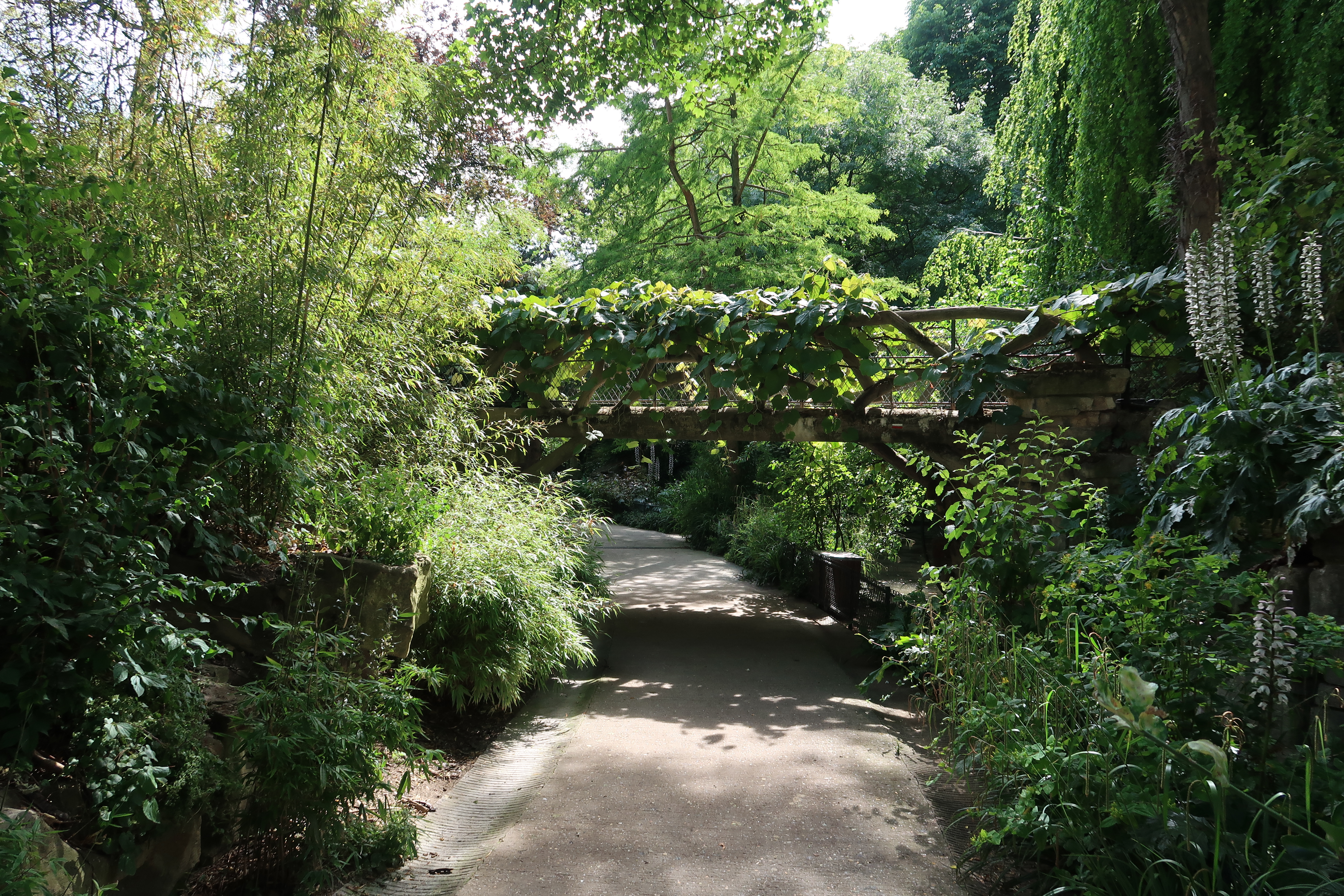
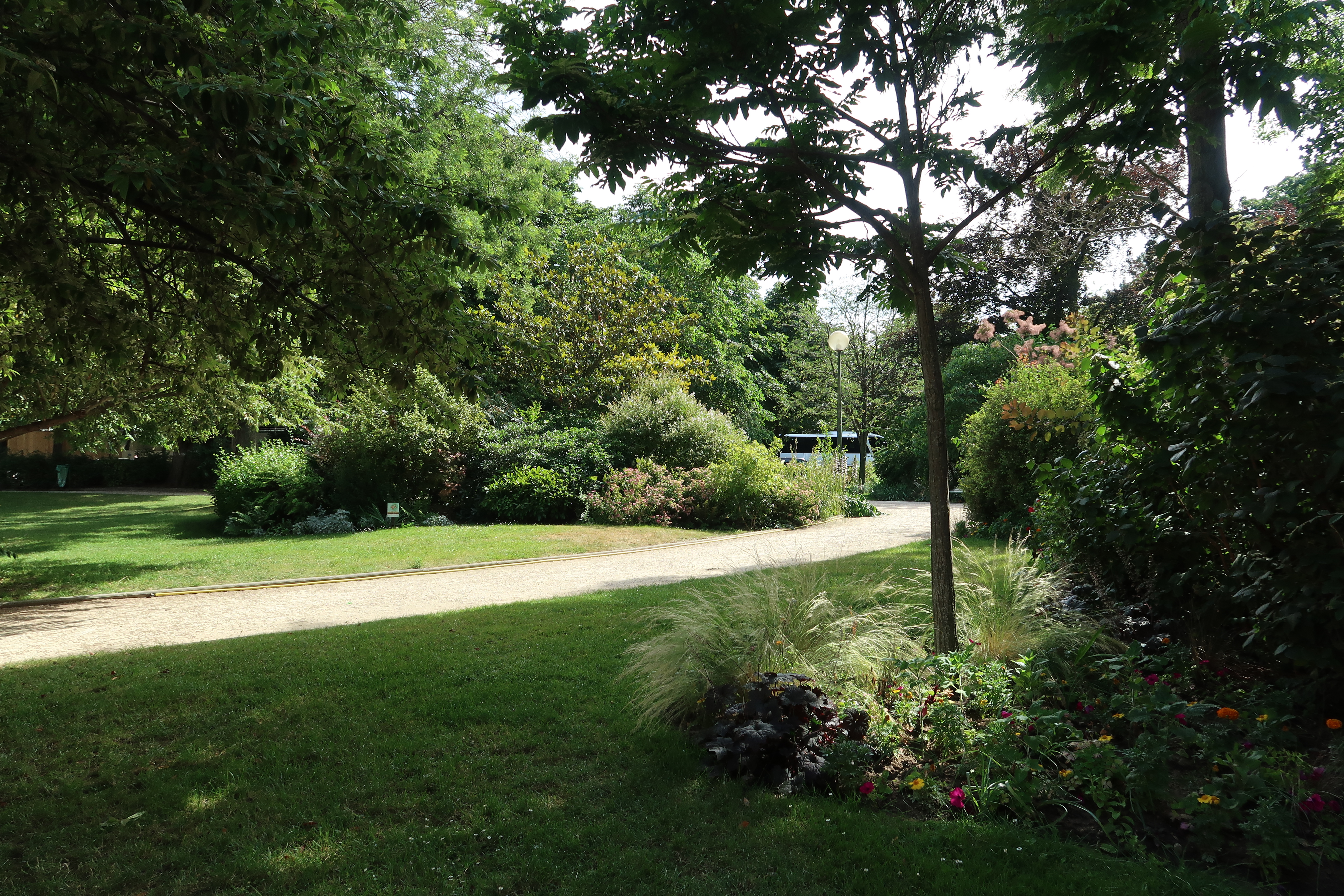